# Виннічик Микола Іванович
Микола Іванович Виннічик (27 червня 1952, с. Заздрість, Тернопільська область — 27 січня 2023) — український педагог, громадсько-політичний діяч.

## Життєпис
Микола Виннічик народився 27 червня 1952 року у селі Заздрість, нині Микулинецької громади Тернопільського району Тернопільської области України.
Закінчив Київський державний інститут культури (1974), Державну академію керівних кадрів культури і мистецтв (2008, спеціальність — «Музичне мистецтво»).
У 1975—1976 роках проходив службу в армії.
Працював викладачем (1974—1975), викладачем народних інструментів (1976—1997), директором (1999—2020) Теребовлянського культурно-освітнього училища; завідувачем відділу культури з політико-правових та гуманітарних питань Теребовлянської РДА (1997—1999).
Співзасновник та організатор щорічного регіонального фестивалю-конкурсу «Надія».
Помер 27 січня 2023 року.

## Доробок
Учасник багатьох науково-практичних конференцій, автор понад 20 науково-методичних праць, рекомендованих МОН для вищих навчальних закладів України І—ІІ рівнів акредитації.
Часто запрошували до членства в обласній атестаційній комісії викладачів, як експерта акредитаційної комісії Міністерства культури України, як члена журі обласних мистецьких конкурсів, рецензента навчальних програм і посібників.
Член редколегії видання «Енциклопедичний словник Теребовлянщини».

## Відзнаки та нагороди
- Почесний знак «Відмінник освіти України» (2000)
- Заслужений працівник культури України (2006)[4]
- почесний знак «Антон Макаренко» (2009)
- орден Святого Рівноапостольного князя Володимира Великого ІІІ ступеня (2009)
- орден Святої Покрови (2014)
- Академік Академії соціального управління зі спеціальності соціальна політика (2014)